# Derek Bourgeois
Derek David Bourgeois (Kingston upon Thames, 16 oktober 1941 – Poole, 6 september 2017) was een Brits componist, muziekpedagoog en dirigent.

## Levensloop
Bourgeois studeerde aan de Universiteit van Cambridge en behaalde eerste prijzen in muziek. Aan dit instituut promoveerde hij tot Ph.D. (Philosophiæ Doctor). Verder studeerde hij aan het Royal College of Music te Londen bij Herbert Howells (compositie) en Sir Adrian Boult (orkestdirectie). Van 1970 tot 1984 was hij docent voor muziek aan de Universiteit van Bristol.
Als dirigent was hij van 1980 tot 1983 verbonden aan de "Sun Life Band", nu: "The Stanshawe Band" in Bristol. In de gelijke periode was hij voorzitter van de Composers’ Guild of Great Britain en lid van het Music Advisory Panel of the Arts Council. In september 1984 werd hij artistiek leider en dirigent van het "National Youth Orchestra of Great Britain". In 1988 behoorde hij tot de medeoprichters van het Nationaal Jeugd-Kamerorkest van Groot-Brittannië. In 1990 werd hij dirigent van het Bristol Philharmonic Orchestra. In 1993 verliet hij het "National Youth Orchestra of Great Britain" en werd directeur van de "St Paul's Girls' School" in Londen. In juli 2002 ging hij met pensioen en leeft sindsdien op het eiland Majorca. In de herfst 2008 vertrok hij opnieuw naar New York en huwde zijn uit de Filipijnen afkomstige vrouw Norma.
Als componist was hij erg actief en schreef meer dan 50 symfonieën, vijftien instrumentaal-concerten, diverse grote orkestwerken, twee opera's en een musical alsook grote werken voor koor en orkest. Hij schreef ook een groot aantal werken voor brassband en alleen zes symfonieën voor symfonisch blaasorkest.
Bourgeois overleed op 75-jarige leeftijd.

## Composities

### Werken voor orkest

#### Symfonieën
- 1960 Symfonie, voor kamerorkest, op. 8
- 1961 Symfonie nr. 1 in g mineur, voor orkest, op. 10
- 1968 Symfonie nr. 2, voor orkest, op. 27
- 1977 Symfonie nr. 3, voor orkest, op. 57
- 1978 Symfonie nr. 4 "A Wine Symphony", voor orkest, op. 58
- 1980 Symfonie nr. 5, voor orkest, op. 68
- 1988 Symfonie nr. 6 "A Cotswold Symphony", voor orkest, op. 109
- 1999 Symfonie nr. 7 - The First Two Thousand Years, (koraalsymfonie) voor gemengd koor en orkest, op. 158
  1. The first 500 years (0 - 500) - The seven Angels (uit de Openbaring van Johannes)
  2. 500-1000 A.D. - Saxon Riddles (Raadsels van de Saksen)
  3. 1000-1500 A.D. - Prologue to the Canterbury Tales - Chaucer
  4. finale 1500-2000 A.D.

4.1 Sonnet "Shall I compare thee to a Summer's day?" William Shakespeare;
4.2 "The Tyger" William Blake;
4.3 "Home - Thoughts from abroad" Robert Browning;
4.5 "Motor Bus" Alfred Denis Godley (1856-1925);
4.6 Sonnet "The Question" Herebert Eeyore
- 2002 Symfonie nr. 8 - The Mountains of Mallorca, voor orkest, op. 184

Part I: Serra de Tramuntana
1. Massanella
2. Puig Major
3. Teix
Part II: Serra de Arta
4. Morey
5. The Arta Fugue
6. Mont Ferrutx
- 2003 Symfonie nr. 9, voor orkest, op. 185
- 2003 Symfonie nr. 10, voor orkest, op. 190
- 2003 Symfonie nr. 11, voor orkest, op. 195
- 2003 Symfonie nr. 12 in C majeur, voor orkest, op. 197
- 2003 Symfonie nr. 13 "The Unlucky", voor orkest, op. 199
- 2003 Symfonie nr. 14 in een beweging, voor orkest, op. 200
- 2003 Symfonie nr. 15, voor orkest, op. 201
- 2004 Symfonie nr. 16 - Songs of Mallorca, voor sopraan solo en orkest, op. 207 - tekst: gedichten Miquel Costa i Llobera (1854 - 1922)
  1. "Lo Pi de Formentor" (The Pine of Formentor)
  2. "Cala Gentil" (Charming Creek)
  3. "Defalliment" (Loss of Heart)
  4. "A Horaci" (To Horace) (Quintus Horatius Flaccus [65 - 8 v.Chr.)
- 2004 Symfonie nr. 17 - For Jean, voor orkest, op. 208
  1. Hope
  2. Determination
  3. Courage
  4. The Search for Truth
- 2004 Symfonie nr. 18, voor orkest, op. 214
- 2004 Symfonie nr. 19, voor orkest, op. 216
- 2005 Symfonie nr. 20, voor orkest, op. 218

- 2005 Symfonie nr. 21, voor orkest, op. 219
- 2005 Symfonie nr. 22, voor orkest, op. 221
- 2005 Symfonie nr. 23, voor orkest, op. 226
- 2005 Symfonie nr. 24, voor orkest, op. 230
- 2005 Symfonie nr. 25 in een beweging, voor orkest, op. 232
- 2005 Symfonie nr. 26, voor orkest, op. 233
- 2005 Symfonie nr. 27, voor orkest, op. 235
- 2005 Symfonie nr. 28, voor orkest, op. 237
- 2006 Symfonie nr. 29, voor orkest, op. 238
- 2006 Symfonie nr. 30, voor orkest, op. 241
- 2006 Symfonie nr. 31, voor orkest, op. 244
- 2006 Symfonie nr. 32, voor orkest, op. 245
- 2006 Symfonie nr. 33, voor orkest, op. 247
- 2006 Symfonie nr. 34, voor orkest, op. 249
- 2006 Symfonie nr. 35, voor orkest, op. 250
- 2007 Symfonie nr. 36, voor orkest, op. 252
- 2007 Symfonie nr. 37, voor orkest, op. 254
- 2007 Symfonie nr. 38, voor orkest, op. 256
- 2007 Symfonie nr. 39, voor orkest, op. 258
- 2007 Symfonie nr. 40, voor orkest, op. 259
- 2007 Symfonie nr. 41 in C majeur (Sinfonia Andalucia), voor orkest, op. 261
  1. Granada
  2. Jaén
  3. Almería
  4. Málaga
  5. Córdoba
  6. Huelva
  7. Sevilla
- 2008 Symfonie nr. 42 “Life, the Universe and Everything”, voor sopraan, alt, tenor, bas, gemengd koor en groot orkest, op. 262

Part I: "The Creation of the Universe"
1. "The Big Bang and the Creation of the Universe"
2. "Dark Matter"
3. "The creation of the galaxies, stars and planets"
Part II: "Life on Earth" (met sopraan, alt, tenor, bas solisten en gemengd koor in een beweging)
Part III: "The End of the Universe" (geïnspireerd door de gedichten van Robert Frost en T.S. Eliot)
5. Destruction by Ice
6. Destruction by Fire
- 2008 Symfonie nr. 43, voor orkest, op. 270
- 2009 Symfonie nr. 45 (What Ho! Symphony”), voor orkest, op. 275
- 2009 Symfonie nr. 46 (A Dorset Symphony), voor orkest, op. 276
- 2009 Symfonie nr. 47 in een beweging, voor orkest, op. 278
- 2009 Symfonie nr. 48, voor orkest, op. 280
- 2009 Symfonie nr. 49, voor orkest, op. 281
- 2009 Symfonie nr. 50, voor orkest, op. 284
- 2009 Symfonie nr. 51 in As mineur, voor orkest, op. 286
- 2009 Symfonie nr. 52 (The Halfway), voor orkest, op. 287
- 2010 Symfonie nr. 53 in c mineur (Sinfonia Semplice), voor orkest, op. 288
- 2010 Symfonie nr. 54, voor orkest, op. 289

#### Concerten voor instrumenten en orkest
- 1966 Variations on a Theme of Mozart, voor twee contrabassen en orkest, op. 24
- 1967 Concertino, voor klarinet en strijkorkest, op. 25
- 1972 Concerto, voor tuba en orkest, op. 38
- 1976 Concerto, voor klarinet en orkest, op. 51
- 1977 Concerto, voor drie trombones, strijkorkest en slagwerk, op. 56
- 1979 Concerto, voor contrabas en kamerorkest, op. 62
- 1979 Romance, voor contrabas en orkest, op. 64
- 1986 Concerto, voor orgel en orkest, op. 101
  1. Allegro moderato
  2. Andante espressivo
  3. Allegro

- 1988 Concerto, voor trombone en orkest, op. 114
- 1989 Bass is Beautiful - Variations, voor contrabas, basklarinet, bastrombone, tuba, cello solo en orkest, op. 118
- 1990 Concerto, voor eufonium en orkest, op. 120
- 1990 Concerto, voor hoorn en orkest, op. 121
- 1994 Concerto, voor strijkkwartet en orkest, op. 134
- 1995 Concerto, voor slagwerk en orkest, op. 143
- 1999 Romance, voor viool, cello en orkest, op. 165
- 2002 Concerto, voor viool en orkest, op. 181

#### Ouvertures
- 1963 Overture "Mail Train", voor orkest, op. 16
- 1969 Overture "Green Dragon", voor orkest, op. 32
- 1982 Overture "Red Dragon", voor orkest, op. 83

#### Andere werken voor orkest
- 1964 Symphonic Variations, voor orkest, op. 19
- 1964 Promenade, voor klein orkest, op. 20
- 1964 Promenade, voor groot orkest, op. 20a
- 1968 Serenade, voor klein orkest, op. 22a
- 1969 The Globe, orkest fantasie, op. 29
- 1969 Variations and Commentaries, voor strijkorkest, op. 31
- 1971 Concerto, voor amateur-orkest, op. 36
- 1973 Symphonic Pageant, voor orkest, op. 41
- 1975 Fanfare for Shakespeare, voor orkest, op. 45
- 1976 Dance Variations, voor klein orkest, op. 50
- 1976 Conflicts, voor orkest, op. 52
- 1980 Chamber of Horrors - Four Demonic Dances, voor orkest, op. 66

- 1984 Fantasy, voor orkest, op. 92
- 1984 Sinfonietta, voor kamerorkest, op. 93
- 1984 Flourish for DCPS, voor orkest, op. 94
- 1992 Happy and Glorious, concertmars voor gemengd koor, orgel en orkest, op. 128
- 1992 Welsh Fanfare No. 1, voor orgel en orkest, op. 132
- 1994 Welsh Fanfare No. 2, voor orgel en orkest, op. 140
- 1997 Song of Farewell - For the Departure of Janet Gough, High Mistress of SPGS, voor orkest, op. 153
- 1998 A Dorset Celebration, voor orkest, op. 159
- 2001 West of England Fanfare, voor orkest, op. 177
- 2002 What Ho! Prelude, voor orkest, op. 178
- 2003 Fox-Trot, voor orkest, op. 198

### Werken voor harmonieorkest en brassband

#### Symfonieën
- 1980 Symfonie, voor harmonieorkest, op. 67
- 1988 Symfonie nr. 6 "A Cotswold Symphony", voor harmonieorkest
- 2002 Symphony nr. 8 - The Mountains of Mallorca, voor harmonieorkest, op. 184a[1][2][3]
- 2004 Symphony for William, voor harmonieorkest, op. 212
- 2007 Symfonie nr. 41 in C majeur (Sinfonia Andalucia), voor gitaar solo en harmonieorkest, op. 261a

#### Concerten voor instrumenten en harmonieorkest of brassband
- 1975 Concerto, voor koperkwintet (2 trompetten, hoorn, trombone en tuba) en brassband, op. 47
- 1980 Bone Idyll, voor trombone solo en brassband, op. 69
- 1981 Euphoria, voor eufonium en brassband, op. 75
- 1981 Romance, voor Es tuba en brassband, op. 77
- 1986 Rondo Grotesco, voor tuba en harmonieorkest, op. 99
- 1988 Concerto, voor trombone en brassband, op. 114a
- 1988 Concerto, voor trombone en harmonieorkest, op. 114b[4]
- 1990 Fantasy Rondo, voor eufonium duet en brassband, op. 124
- 1991 Romance, voor altsaxofoon en harmonieorkest, op. 122
- 1994 Concerto, voor kopersextet en harmonieorkest, op. 136
- 1995 Concerto, voor slagwerk en brassband, op. 143a
- 1995 Concerto, voor slagwerk en harmonieorkest, op. 143b

- 1995 Trumpet Gallop, voor trompet en harmonieorkest, op. 144
- 1998 Sonata, voor trombone en brassband, op. 156b
- 2003 Concerto, voor altsaxofoon en harmonieorkest, op. 191
- 2003 Double Concerto, voor trompet, bastrombone en harmonieorkest, op. 192
- 2003 Concerto, voor tenorhoorn in Es en brassband, op. 194
- 2004 Concerto, voor drie trombones en harmonieorkest, op. 56a
- 2004 Concert Prelude, voor eufonium en harmonieorkest, op. 215
- 2005 Concert Pels Obradors de Cas Concos, voor dwarsfluit, hobo, esklarinet en trompet solo en harmonieorkest, op. 224
- 2005 The Tongs and The Bones, voor slagwerk solo en brassband, op. 228
- 2005 Piccolo Picante, voor piccolo solo en harmonieorkest, op. 231
- 2006 Concerto, voor bastrombone en harmonieorkest, op. 239[5]

#### Andere werken voor harmonie- en fanfareorkest en brassband
- 1965 Serenade, voor harmonieorkest, op. 22c[6]
- 1974 Concerto nr. 1, voor brassband, op. 44
- 1976 Serenade, voor brassband, op. 22b
- 1976 Concerto nr. 2, voor brassband, op. 49
- 1976 Humoresque, voor brassband, op. 36a
- 1978 A 20th Century Brass Band Tutor, voor brassband, op. 60
- 1978 Calypso, voor brassband, op. 60f
- 1980 Concerto Grosso, voor brassband, op. 61a
- 1980 Blitz, voor brassband, op. 65
- 1981 Fanfare for Brass Band - Sun Life Fanfare, voor brassband, op. 71
- 1981 Whirligig, voor brassband, op. 72
- 1981 Pastoral, voor brassband, op. 76
- 1981 Rumpelstiltskin's Waltz, voor brassband, op. 78
- 1982 Birthday Greetings for Harry Mortimer, voor brassband, op. 81
- 1982 Fantasia on "Tico Tico", voor brassband, op. 81a
- 1982 Aspirations, voor brassband, op. 82
- 1982 Shepherds' Carol, voor brassband, op. 84
- 1983 Sinfonietta, voor harmonieorkest, op. 85
- 1984 Calypso, voor harmonieorkest, op. 60g
- 1984 A Barchester Suite, voor brassband, op. 91
- 1984 Two Christmas Pieces, voor harmonieorkest, op. 96
  1. Sleighbells
  2. Shepherds' Carol
- 1985 Diversions, voor brassband, op. 97
- 1986 The Downfall of Lucifer, voor brassband, op. 103
- 1987 Diversions, voor harmonieorkest, op. 97a
- 1988 Melt Down, voor brassband, op. 107
- 1988 Fantasia, voor brassband, op. 111
- 1989 Royal Tournament, voor harmonieorkest, op. 115
- 1989 Bridges over the River Cam - A Cambridge Overture, voor harmonieorkest, op. 116
- 1991 Forest of Dean - Variations on a Theme of Herbert Howells, voor brassband, op. 126
- 1992 White Dragon, voor harmonieorkest, op. 127
- 1992 Happy and Glorious, concert mars voor harmonieorkest, op. 128a
- 1992 Happy and Glorious, concert mars voor brassband, op. 128b
- 1992 The Devil and the Deep Blue Sea, voor brassband, op. 131
- 1995 Fantasy Triptych, voor harmonieorkest, op. 145
- 1997 Song of Farewell, voor harmonieorkest, op. 153a
- 1997 Northern Lament, voor harmonieorkest, op. 154
- 1998 Crazy Concert Band, voor harmonieorkest, op. 155
- 1998 Perchance to Dream, voor harmonieorkest, op. 82 a
- 1998 Suite from Christmas on the Underground, voor harmonieorkest, op. 150a

- 1999 Green Dragon, voor harmonieorkest, op. 32 a
- 1999 Metro Gnome, voor harmonieorkest, op. 162
- 1999 Metro Gnome, voor fanfareorkest, op. 162a
- 1999 Metro Gnome, voor brassband, op. 162b
- 1999 Biffo's March, voor harmonieorkest, op. 163
- 1999 Biffo's March, voor fanfareorkest, op. 163a
- 1999 Biffo's March, voor brassband, op. 163b
- 2000 Roller Coaster, voor harmonieorkest, op. 164
- 2000 2001 - A Brass Odyssey, voor brassband, op. 168
- 2000 2001 - A Wind Odyssey, voor harmonieorkest, op. 168a
- 2001 Hafabra Overture, voor harmonieorkest, op. 174
- 2001 Molesworth's Melody, voor harmonieorkest, op. 175
- 2001 Molesworth's Melody, voor brassband, op. 175bConcerto for E flat Tenor Horn and Brass Band
- 2002 Felanitx Fantasy, voor harmonieorkest, op. 183
- 2002 Triple Dutch, voor brassband, op. 186
- 2002 Apocalypse, voor brassband, op. 187
- 2003 Mallorca - Symphonic Fantasy on Traditional Mallorquin Songs, voor harmonieorkest, op. 203
- 2003 Funfair, voor fanfareorkest, op. 206
  1. Merry-go-rounds
  2. Ghost Train and Tunnel of Love
  3. Big Dipper
- 2004 Lammas Park Variations, voor brassband, op. 211
- 2004 A Weather Suite, voor harmonieorkest, op. 213
- 2004 Fribourg - The Old City, voor harmonieorkest, op. 217
- 2005 Young Lochinvar, voor gemengd koor en brassband, op. 220 - tekst: Sir Walter Scott
- 2005 Stanshawe March, voor brassband, op. 223
- 2005 Felanitx Fandango, voor harmonieorkest, op. 225
- 2005 The Well of the Moon (Es Pou de sa Lluna), voor spreker en harmonieorkest, op. 227
- 2005 Lliria Celebration, voor harmonieorkest, op. 229
- 2005 Felanitx Fiestas, voor harmonieorkest, op. 236
- 2006 16 Warm-ups, voor harmonieorkest, op. 240
- 2006 Band Land, voor spreker en harmonieorkest, op. 242
- 2006 Repic de Pascua, voor gemengd koor en harmonieorkest, op. 251
- 2007 Cancion de Cuevas, voor harmonieorkest, op- 255
- 2008 Tipsy Serenade, voor harmonieorkest, op. 264
- 2008 Wombats and Artichokes, voor harmonieorkest, op. 265
- 2008 Sea Dreams, voor harmonieorkest, op. 266
- 2009 Jurassic Ceast, voor harmonieorkest, op. 277
- 2009 Arabian Knights, voor harmonieorkest, op. 279
- 2009 Tarradiddle, voor harmonieorkest, op. 282
- 2009 Hollywood Blockbuster, voor harmonieorkest, op. 283

### Missen, cantates en gewijde muziek
- 1961 Jubilate Deo, voor gemengd koor en orgel, op. 11
- 1969 Wedding March, voor viool, cello en orgel, op. 33
- 1969 Magnificat and Nunc Dimittis, voor zesstemmig gemengd koor (AATTBB), op. 35
- 1973 I will Praise Thee Anthem, voor gemengd koor, 3 trompetten, 3 trombones en orgel, op. 42
- 1979 Cantata Gastronomica, cantate voor mezzosopraan, gemengd koor en orkest, op. 63
- 1984 A Barchester Choral Suite, voor gemengd koor en orgel, op. 91a
- 1994 Come, Holy Ghost, voor vrouwenkoor en orgel, op. 141
- 1994 O Be Joyful in the Lord All Ye Lands, voor vrouwenkoor en orgel, op. 142
- 1995 Thou Art Worthy O Lord, Introit for Clifton College, voor gemengd koor, 3 trompetten en orgel, op. 152
- 1996 12 Introits for St Paul's Girls' School, voor meisjeskoor (SSA), op. 149
- 2000 The Fruit of That Forbidden Tree, voor sopraan, twee bariton, gemengd koor en orkest, op. 166
- 2001 Holy Ground, voor meisjeskoor, mannenkoor, jongenskoor, vier saxofoons en strijkorkest, op. 172
- 2005 Lulworth Mass, voor celebrant, sopraan, alt, mannenstemmen en orgel, op. 234
- 2006 Repic de Pascua, voor gemengd koor en harmonieorkest, op. 252
- 2007 Ave Verum, voor sopraan, tenor en bas, op. 257
- 2008 Death be not Proud, voor gemengd koor en piano, op. 269

### Muziektheater

#### Opera's
| Voltooid in | titel                                 | aktes       | première | libretto |
| ----------- | ------------------------------------- | ----------- | -------- | -------- |
| 1974        | Rumpelstiltskin, op. 43               | 2 bedrijven |          |          |
| 1996        | Christmas on the Underground, op. 150 |             |          |          |

#### Musicals
| Voltooid in | Titel                          | Aktes   | Première | Libretto     | Verdere liedteksten | Choreografie |
| ----------- | ------------------------------ | ------- | -------- | ------------ | ------------------- | ------------ |
| 1993        | A Portrait of Miranda, op. 135 | 2 aktes |          | Ellen Dryden | Don Taylor          |              |

#### Toneelmuziek
- 1963 Oedipus Rex - tekst: Sophocles
- 1967 Antony and Cleopatra - tekst: William Shakespeare
- 1980 A Long March to Jerusalem - tekst: Don Taylor
- 1983 On the Razzle - tekst: Tom Stoppard
- 1987 King Lear - tekst: William Shakespeare

### Werken voor koor
- 1963 Jabberwocky Extravaganza, voor bariton, gemengd koor en orkest, op. 18
- 1968 The Pied Piper of Hamelin, voor sopraan, vrouwenkoor, twee piano's en drie slagwerkers, op. 28 - tekst: Robert Browning
- 1969 Harvest Anthem, voor gemengd koor en orgel, op. 30 - tekst: Ian Freegard
- 1969 Night Thoughts, voor gemengd koor a capella, op. 34 - tekst: Ian Freegard
- 1978 Triumphal March, voor tenor, gemengd koor en orkest, op. 59 - tekst: T.S. Eliot
- 1981 Overheard on a Saltmarsh, voor vrouwenstemmen, op. 80 - tekst: H.H. Munro
- 1983 A Gloucester Fanfare, voor gemengd koor, orgel, brassband en orkest
- 1985 Kubla Khan, voor sopraan, tenor, gemengd koor, brassband en orkest, op. 95 - tekst: Coleridge
- 1986 Past and Present, voor gemengd koor a capella, op. 98 - tekst: Thomas Hood
  1. Past & Present
  2. Faithless Nellie Gray
- 1987 Armada, voor mezzosopraan, gemengd koor en orkest, op. 104
- 1988 A Tail of Two Fishes, voor gemengd koor a capella, op. 113 - tekst: twee gedichten van Leigh Hunt
  1. To a Fish
  2. A Fish Answers
- 1992 Cradle Song - A Carol for Christmas, voor gemengd koor en orgel, op. 129
- 1993 Break, break, break, voor meisjeskoor (SSA), op. 134 - tekst: Tennyson
- 1995 No Room at the Inn - A Christmas Carol, voor hoge stemmen unisono, op. 146
- 1998 MM, voor gemengd koor, semi koor en orkest, op. 157
- 1998 Seascapes, voor sopraan, bariton, gemengd koor en orkest, op. 180
- 2005 Young Lochinvar, voor gemengd koor en brassband, op. 220 - tekst: Sir Walter Scott
- 2008 Roses, voor gemengd koor en piano, op. 271 - tekst: Don Taylor
- 2008 Wedding Song, voor sopraan, unisono koor en orkest, op. 272a - tekst: Norma Torney

### Vocale muziek
- 1959 Prelude, voor tenor en piano, op. 4 - tekst: T. S. Eliot
- 1962 Six Songs of Wandering, voor bariton of mezzosopraan en piano, op. 13
- 2003 Autumn Landscapes, voor hoge stem en piano, op. 189 - tekst: vijf gedichten van Don Taylor
- 2003 Pet Hen's Odd Song - Settings of riddles from Lewis Carroll's "Symbolic Logic", voor sopraan, blokfluit en klavecimbel, op. 202
- 2008 Every Peak of that Mountain, voor hoge stem en piano, op. 268 - tekst: Norma Torney
- 2008 Wedding Song, voor sopraan, unisono koor en piano, op. 272 - tekst: Norma Torney

### Kamermuziek
- 1958 Sonata nr. 1, voor hoorn en piano, op. 2
- 1959 Sonata nr. 1 in D majeur, voor viool en piano, op. 6
- 1960 Romp, voor twee violen en piano, op. 7
- 1960 Sonata nr. 2 in c mineur, voor viool en piano, op. 9
- 1962 Strijkkwartet in D, op. 12
- 1965 Sonata, voor koperkwintet (2 trompetten, hoorn, trombone en tuba), op. 21
- 1972 Koperkwintet nr. 2, op. 39
- 1972 March, voor twee tuba's, op. 40
- 1975 Sonata, voor klarinet en piano, op. 46
- 1976 Two Pieces, voor tuba en piano, op. 53
- 1977 Fugue, voor twee tuba's, op. 55
- 1981 Trio, voor hoorn, viool en piano, op. 70
- 1981 Divertimento, voor dwarsfluit, hobo, klarinet, fagot, hoorn, strijkkwartet en contrabas, op. 73
- 1981 Scherzo, voor vier contrabassen, op. 74
- 1981 Seven Proverbs, voor koperkwintet, op. 79
- 1983 Scherzo Funèbre, voor acht trombones (ATTB) + (TTTB), op. 86
- 1983 Fantasy Duo, voor altviool en contrabas, op. 88
- 1983 Kwintet, voor dwarsfluit, harp, viool, altviool en cello, op. 90
- 1986 Sonata, voor contrabas en piano, op. 100

- 1986 Six Easy Pieces for Brass, voor gevarieerde bezetting uit solo cornet, sopraan cornet, eufonium, hoorn in Es, hoorn in F, trombone, tuba, op. 102
- 1988 Miniature Fanfare, voor koperkwintet, op. 108
- 1988 Intermezzo, voor vier houtblazers, op. 110
- 1989 Trombone Quartet, voor alttrombone, twee tenor trombones en bastrombone, op. 117
- 1990 Caprice, voor altsaxofoon en piano, op. 119
- 1990 Caprice, voor altviool en piano, op. 119a
- 1995 Clarinet Quintet - Silver Wedding, voor klarinet solo en strijkkwartet, op. 147
- 1997 A Hornting we will go, acht stukken voor tenorhoorn en piano, op. 151
- 1998 Sonata, voor trombone en piano, op. 156
- 2003 Sonata, voor trompet en piano, op. 163
- 2003 Sonata, voor tuba en piano, op. 204
- 2003 In Loving Memory, voor trompet en piano, op. 205
- 2004 Osteoblast, voor acht trombones, op. 210
- 2006 Clarinet Duo voor 1e klarinet (ook Es klarinet) en 2e klarinet (ook basklarinet), op. 243
- 2006 Mallorcan Moods, voor dwarsfluit, hoorn, altviool, contrabas en slagwerk, op. 248
- 2007 Double Brass Quintet, voor twee koperkwintetten, op. 260
- 2008 Strijkkwartet nr. 2, op. 263
- 2009 Trio, voor trompet, trombone en piano, op. 285

### Werken voor orgel
- 1959 Prelude and Fugue in As, op. 5
- 1962 Chorale Prelude "Christ lag in Todesbanden", op. 14
- 1963 Elegy, op. 17
- 1965 Serenade, op. 22
- 1975 Symfonie, voor orgel, op. 48
- 1983 Variations on a Theme by Herbert Howells, op. 87
- 1986 Concerto, voor orgel en orkest, op. 101
- 2002 Prelude and Toccata, op. 182
- 2003 Fugal Rondo, voor 2 spelers aan een orgel, op. 188

### Werken voor piano
- 1958 Variations on a Well-known Theme, op. 1
- 1971 Sonata, voor twee piano's. op. 37
- 1987 Bits and Bytes, zes stukken, op. 105
- 1994 Logo for BBC Radio Wales, op. 137
- 2000 Piano Sonata, op. 169

### Werken voor harp
- 1987 Concert Study, op. 123

### Filmmuziek
- 1963 Thirty Million Letters
- 1965 The Driving Force

## Media
1. ↑  Symphony nr. 8 - The Mountains of Mallorca (1/3) door de "Banda de Música Xuvenil de Barro" o.l.v. José Varela Pardo. Gearchiveerd op 30 juni 2019.
2. ↑  Symphony nr. 8 - The Mountains of Mallorca (2/3) door de "Banda de Música Xuvenil de Barro" o.l.v. José Varela Pardo
3. ↑  Symphony nr. 8 - The Mountains of Mallorca (3/3) door de "Banda de Música Xuvenil de Barro" o.l.v. José Varela Pardo. Gearchiveerd op 23 oktober 2016.
4. ↑  Concerto, voor trombone en harmonieorkest (1/3) 1e deel door de "Hong Kong Tak Ming Philharmonic Winds", Zheng Guo (solo trombone) o.l.v. PAK Wing-heng (video op YouTube niet meer beschikbaar)
5. ↑  Concerto, voor bastrombone en harmonieorkest, op. 239 door de "Marinierskapel der Koninklijke Marine", Jos Jansen (solo bastrombone). Gearchiveerd op 6 november 2017.
6. ↑  Serenade, voor harmonieorkest, op. 22c door de "Clint Small, Jr. Middle School Wind Ensemble" Austin (Texas) o.l.v. Paulette Rainey

- Bibsys: 2071066
- Biblioteca Nacional de España: XX1776896
- Bibliothèque nationale de France: cb16772940v (data)
- CiNii: DA1065636X
- Gemeinsame Normdatei: 128459891
- International Standard Name Identifier: 0000 0000 8161 8662
- Library of Congress Control Number: n81120338
- Nationale Bibliotheek van Letland: 000041524
- MusicBrainz: 9c812583-c802-4cae-9f02-e6a0944ec6d7
- Nationale Bibliotheek van Tsjechië: xx0167419
- Nationale bibliotheek van Australië: 35803604
- Nationale Bibliotheek van Israël: 987007334972605171
- Nederlandse Thesaurus van Auteursnamen: 095791094
- Réseau des bibliothèques de Suisse occidentale: 02-A005176967
- SNAC: w6rg38d9
- Système universitaire de documentation: 157987477
- Virtual International Authority File: 87560676
- WorldCat: E39PBJxmCcvQCfxMXBcpXwtVG3